# Jana Ina

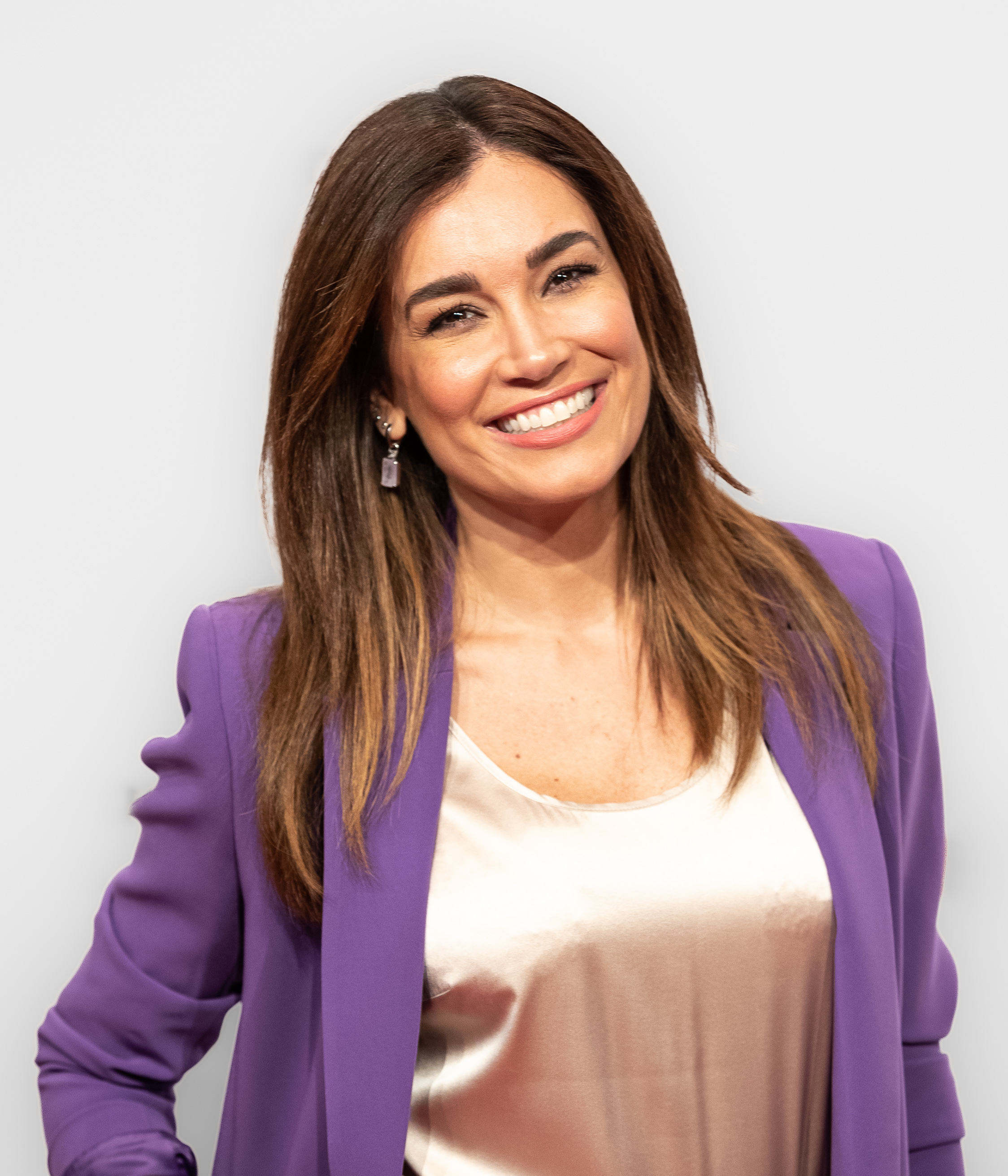
Jana Ina (2020)

Janaína Zarrella, născ. Berenhauser (n. 12 decembrie 1976 în Petrópolis, Rio de Janeiro (stat), Brazilia), cunoscută sub pseudonimul Jana Ina este o moderatoare, actriță și fotomodel din Brazilia.